# كرايغ جونز (لاعب كرة قدم)
كرايغ جونز (بالإنجليزية: Craig Jones)‏ (12 ديسمبر 1989 بهيرفورد في المملكة المتحدة - ) هو لاعب كرة قدم بريطاني في مركز الوسط. لعب مع كارديف سيتي ونادي هيرفورد وبرومزغروف روفرز ‏ وRedditch United F.C. ‏ وWestfields F.C. ‏.

## وصلات خارجية
- كرايغ جونز على موقع قاعدة بيانات كرة القدم.إي يو (الإنجليزية)